# The Maze of Galious
The Maze of Galious, in Japan Majō Densetsu II (魔城伝説II ガリウスの迷宮), is een computerspel uit 1987. Het spel werd ontwikkeld en uitgegeven door de Japanse computerspellenfabrikant Konami als vervolg op Knightmare. Het genre van het computerspel is side-view, flick-screen platform game.

## Spel
Het spel speelt zich af in een kasteel en de speler kan kiezen tussen de twee hoofdpersonen: Popolon en Aphrodite. De bedoeling van het spel is Pamperse, de zoon van Popolon en Aphrodite, die is gekidnapt door Galious te redden. Naast het kasteel kent het spel tien werelden waar voorwerpen te vinden zijn.
Doordat de speler kan wisselen tussen Popolon en Aphrodite, is het mogelijk de sterke eigenschappen van elk karakter te gebruiken in het spel. Popolon kan bijvoorbeeld stenen en zware deuren openen, Aphrodite kan langer onder water, en ze kan meer projectielen afvuren.
Als een van de karakters doodgaat in het spel kan de andere speler een altaar bezoeken om hem of haar weer tot leven te wekken. In tegenstelling tot andere platformspellen uit die tijd hebben spelers een levensbalk waarmee enkele aanvallen kan worden overleefd.
Het spel kent verschillende soorten vijanden, elk met hun sterke en zwakke eigenschappen. Sommige monsters zijn immuun voor frontale aanvallen, andere zijn gevoelig voor vuur.
Er zijn tien verschillende eindbazen in het spel. Wanneer de speler een eindbaas verslaat krijgt deze een sleutel waarmee de toegang tot een andere eindbaas kan worden ontsloten.

## Trivia
- Wanneer een tweede spelcartridge in de secundaire sleuf van een MSX-computer wordt geplaatst, waaronder The Game Master, Knightmare, of Q*bert, dan is er bonusinhoud aanwezig in het spel.
- Korte tijd na het uitkomen van The Maze of Galious is er in Japan een herontworpen versie van Majou Densetsu II verschenen voor de Family Computer.